# Линдси Андерсон
Линдси Гордон Андресон (енгл. Lindsay Gordon Anderson; Бангалор, 17. април 1923 — Ангулем, 30. август 1994) је био амерички позоришни и филмски редитељ и филмски критичар индијског порекла. Добитник је Златне палме за филм Ако из 1968. године. Андресон је био хомосексуалац.

## Изабрана филмографија
- Ако (1968)
- Августовски китови (1987)